# Rhenea circumcincta
Rhenea circumcincta är en fjärilsart som beskrevs av Saalmüller 1880. Rhenea circumcincta ingår i släktet Rhenea och familjen tandspinnare. Inga underarter finns listade.